# Деніел Маклайз
Деніел Маклайз, іноді пишуть Деніел Макліз (англ. Daniel Maclise 25 січня 1806 — 25 квітня 1870) — ірландський художник-портретист, представник вікторіанського академізму, майстер історичного жанру, книжковий ілюстратор.

## Ранні роки
Мав надзвичайно просте походження, його батько Олександр був чоботарем, а в молоді роки простим солдатом. Мати була з незаможної родини і виховувалась у монастирському прихистку. У місті Корк, де вони побралися, на той час перебував полк, де служив Олександр. В родині було семеро дітей, Деніен був другою дитиною подружжя.
Хлопець мав початкову освіту, але наполегливо читав сам і мав потяг до іншого життя, уособленого у дворянській культурі. Батько не розумів прагнень сина і влаштував того у банк Невенхема, де син працював два роки. Серед перших малюнків сина — полкова тематика, коні, гармати, замальовки солдат тощо. Найвдаліші з власних малюнків підліток продавав, чим підтримував родину.
В місті Корк, де мешкала батьківська родина, була художня школа, заснована 1822 року. Хлопець продовжував потайки малювати. Книжкову крамницю 1925 року відвідав уславлений письменник Вальтер Скотт. Юнак побачив його і потайки замалював його портрет, пізніше перероблений у літографію.
Після цього Деніел Маклайз несподівано уславився як малювальник і мав чимало замов на малюнкові портрети. Ще в роки перебування у Корку пан Сайнтилл, що прознав про здібності Деніела, дозволив йому користуватись власною бібліотекою. Все це сприяло широким поглядам підлітка і той відрізнявся увагою до матеріальної складової побуту. Картини доби його зрілості ряснітимуть від зображень меблів, інтер'єрів, історичного одягу, дітей і дорослих, рослин. Митець наче насолоджувався цим матеріальним статком, котрого був вимушено позбавлений у незаможній родині.
Він трохи провчився в художній школі міста Корк, але мріяв про столичний Лондон. Надані йому гроші сприяли здійсненню мрії і 18 липня 1827 року він прибув у Лондон. Серед перших значущих малюнків початківця портрет письменника Вальтера Скотта та лондонського актора Чарльза Джона Кіда. Деніел Маклайз вигідно пристроїв малюнки для переведення у літографії і отримав перші значні кошти. 1828 року його прийняли до художньої школи при Королівській академії.
Декілька його оригінальних малюнків (портрети) передадуть у Британський музей.

## Навчання у академії
Деніел Маклайз успішно навчався у академії, про що свідчать численні академічні нагороди. В системі навчання переважали копії з картин художників-попередників. Серед копійних творів Деніела — копії з картин Гвідо Рені, авторитетного в академіях світу. Серед самостійних композицій цього періоду — картина на академічний сюжет «Геракл на перетині шляхів», за котру йому присудили золоту медаль.
Деніел Маклайз не припиняв створювати малюнкові портрети, котрі почали друкувати у виданні «Фрейзер». Зросли його технічна майстерність, він міг працювати і як карикатурист, і як солодкавий академічний художник, що замальовує елегантних аристократів і багатіїв, ідеалізуючи і прикрашаючи їх у малюнках.
1830 року на отримані кошти він відвідав Париж, подивився виставки у музеї Лувр та декотрих інших галереях. Грошей було мало і він з приятелем планував відвідати південь Франції пішки, а якщо вдасться, то і Іспанію. У заваді стала його хвороба і він вимушено повернувся у Лондон.
До 1830 року належить і його знайомство із письменником Чарльзом Діккенсом, приятелювати з котрим він буде роками.

## Тематика його картин

«Вдале полювання єгера», 1838 рік.

Реалістичні, літературні і академічні тенденції тісно переплітались у його творчості. Так, він створив декілька картин зі сценами популярних тоді театральних вистав, серед котрих «Гамлет»  шанованого у аристократів Шекспіра. Звернувся художник і до історичного живопису, трактуючи сюжети у побутовій інтерпретації («Король Генріх VIII і Анна Болейн», 1836 р., «Друкар Кекстон показує королю Едварду IV та його родині перший друкований аркуш», 1851 р.). Серед творів митця — ефектна релігійна композиція «Жервоприношення Ноя» (до 1853 р.), незвична для британців 19 століття (бо релігійний живопис в Британії занепав), що нагадує барокові композиції італійців 17 століття.
Навчатися у академії і не створити алегорію було неможливо. Зробив їх і Деніел Маклайз, це «Алегорія Юстиції» та «Алегорія лицарства». Його «Алегорія лицарства» просто перенасичена цитатами з картин італійських майстрів доби відродження з їх красунями в розкішних сукнях та молодиками у блискучих обладунках — при малозрозумілому сюжеті. Картина прикрасила Палату лордів Парламента.
Через наявність історичних картин у спадку художника його зближують з прерафаелітами. Але твори Деніела Маклайза помітно відрізняються від хворобливого і депресивного мистецтва більшості прерафаелітів.
Звертався митець і до побутового жанру. В цій царині він забував про штучні настанови академізму і ставав доволі реалістичним майстром з чудовою, соковитою, бадьорою художньою технікою, притаманною тільки найкращим митцям 19 століття («Вдале полювання єгера», 1838 рік.)

## Стінописи у парламенті

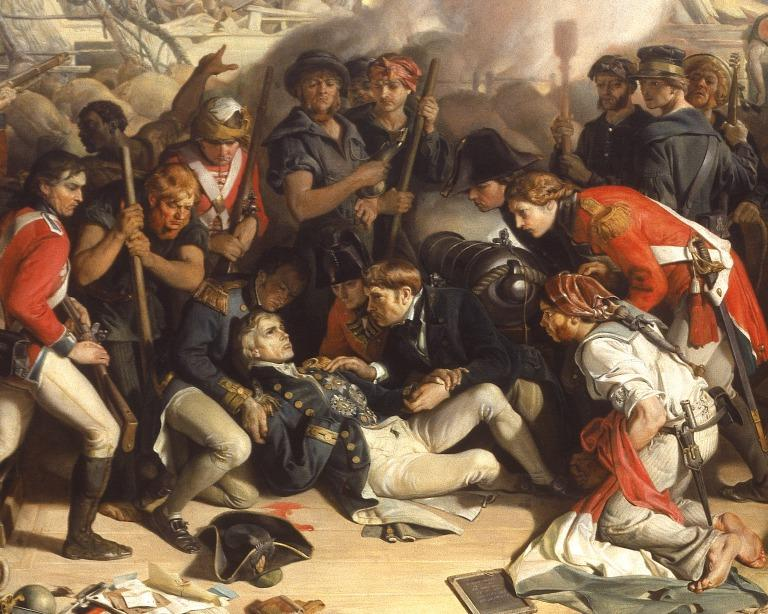
« Героїчна смерть адмірала Нельсона при Трафальгарі», центр композиції.

Низку британських художників 1857 року залучили до декорування Палати лордів у Парламенті. Серед них були Росетті, Хант, Міллес та Деніел Маклайз.
Останній виконав два стінописи на теми нещодавньої британської історії — «Зустріч Веллингтона та Блюхера при Ватерлоо» та « Героїчна смерть адмірала Нельсона при Трафальгарі». Деніел Маклайз ризикнув використати фарби на рідкому склі, сподіваючись, що вони будуть довготривалими. Надії не справдились, бо стінописи перебувають у напівпоруйнованому стані…

## Художник книги
Він не розлучався з книгами все життя. Частка його малюнків і портретів була переведена у літографії і розійшлася помітним накладом. Серед його творів — низка фронтиспісів до видань Чарльза Діккенса.

## Стан з рідними
Митець важко вибивався у стан людей, фінансово забезпечених. Тому ніколи не був одруженим. Його домашні справи вела неодружена сестра, що присвятила художнику власне життя. Але його батьки і сестра померли раніше. У художника був депресивний період.
Він помер від запалення легень у квітні 1870 року.

## Неповний перелік творів
- «Хеловін або Свято всіх святих», 1833 р.
- «Фавн спостерігає за танком фей», 1834 р.
- «Циганка ворожка», 1836 р.
- «Король Генріх VIII і Анна Болейн», 1836 р.
- «Циганський табір», 1837 р.
- «Вдале полювання Єгера», 1838 р.
- «Портрет Чарльза Дікенса», 1839 р.
- Сцена з вистави «Гамлет», 1842 р.
- «Походження арфи», 1842 р.
- "Сцена з вистави «Ундіна», 1843 р., Віндзорський замок
- «Портарет Катерини Хогарт», 1847 р.
- «Портрет Вільяма Гаррісона Ейнсворта», 1849 р.
- «Норманське завоювання Ірландії»
- «Друкар Кекстон показує королю Едварду IV та його родині перший друкований аркуш», 1851 р.
- «Жервоприношення Ноя», до 1853 р.
- «Пара закоханих шотландців», 1863 р.
- «Суд Вільяма Воллеса»

## Галерея обраних творів (побутовий жанр)

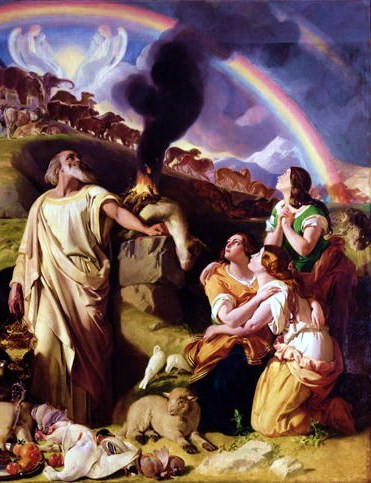
«Жервоприношення Ноя», до 1853 р.

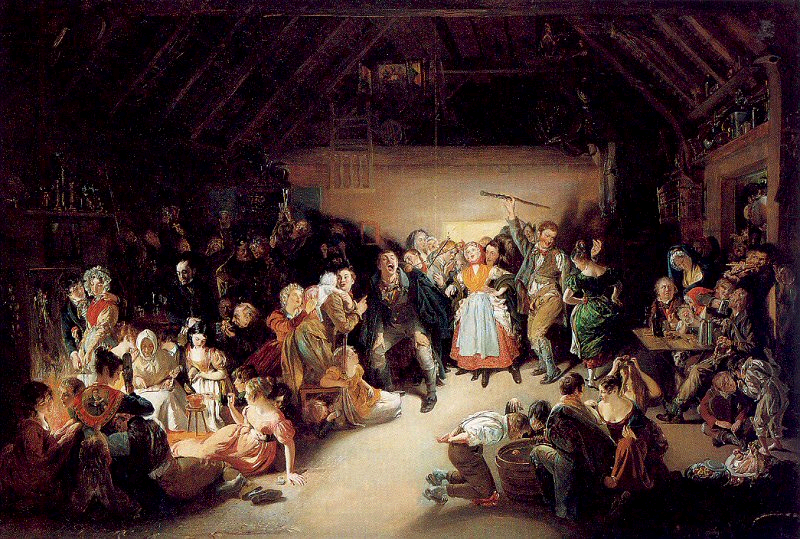
«Хеловін або Свято всіх святих», 1833 р.
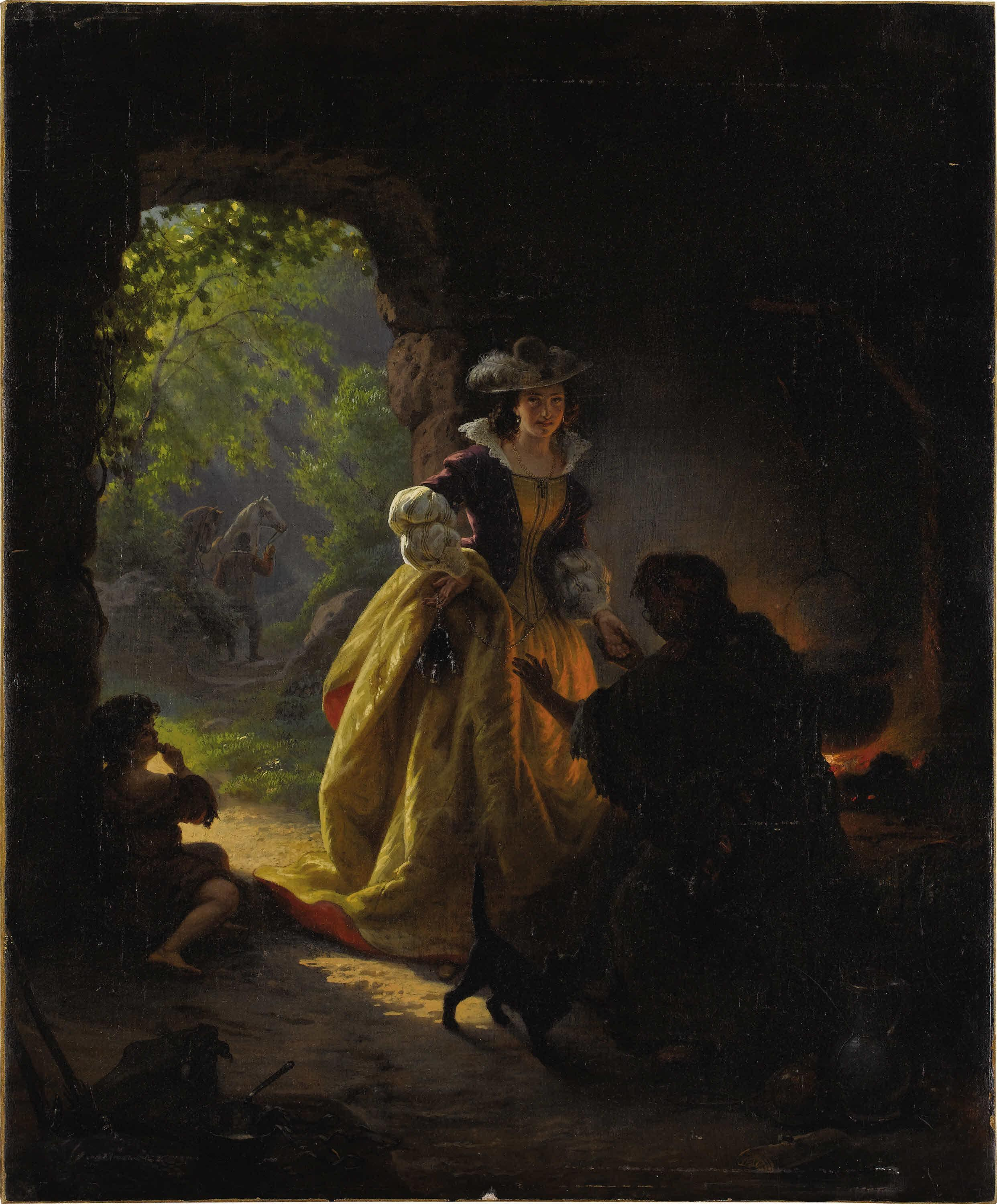
«Циганка ворожка», 1836 р.
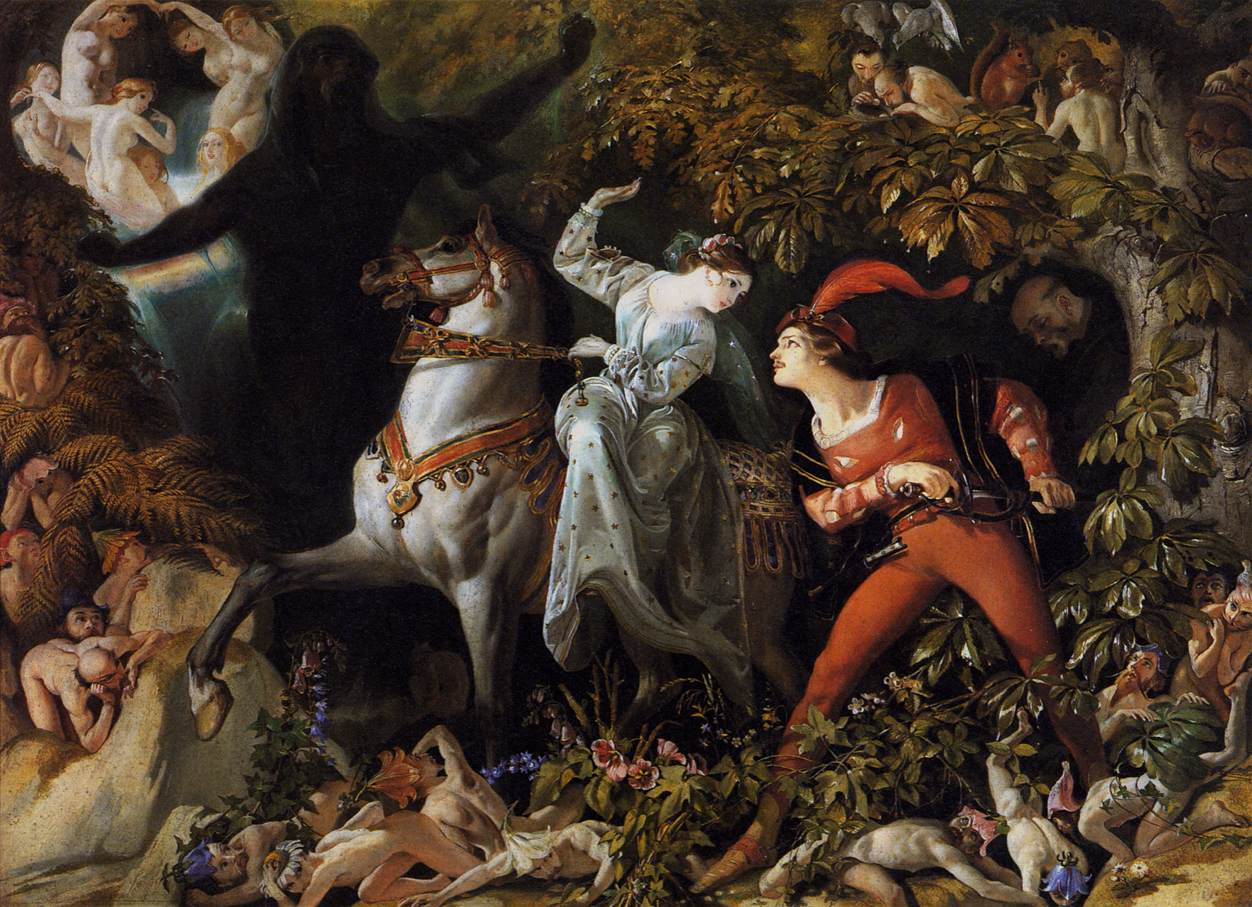
«Сцена з вистави «Ундіна», 1843 р., Віндзорський замок
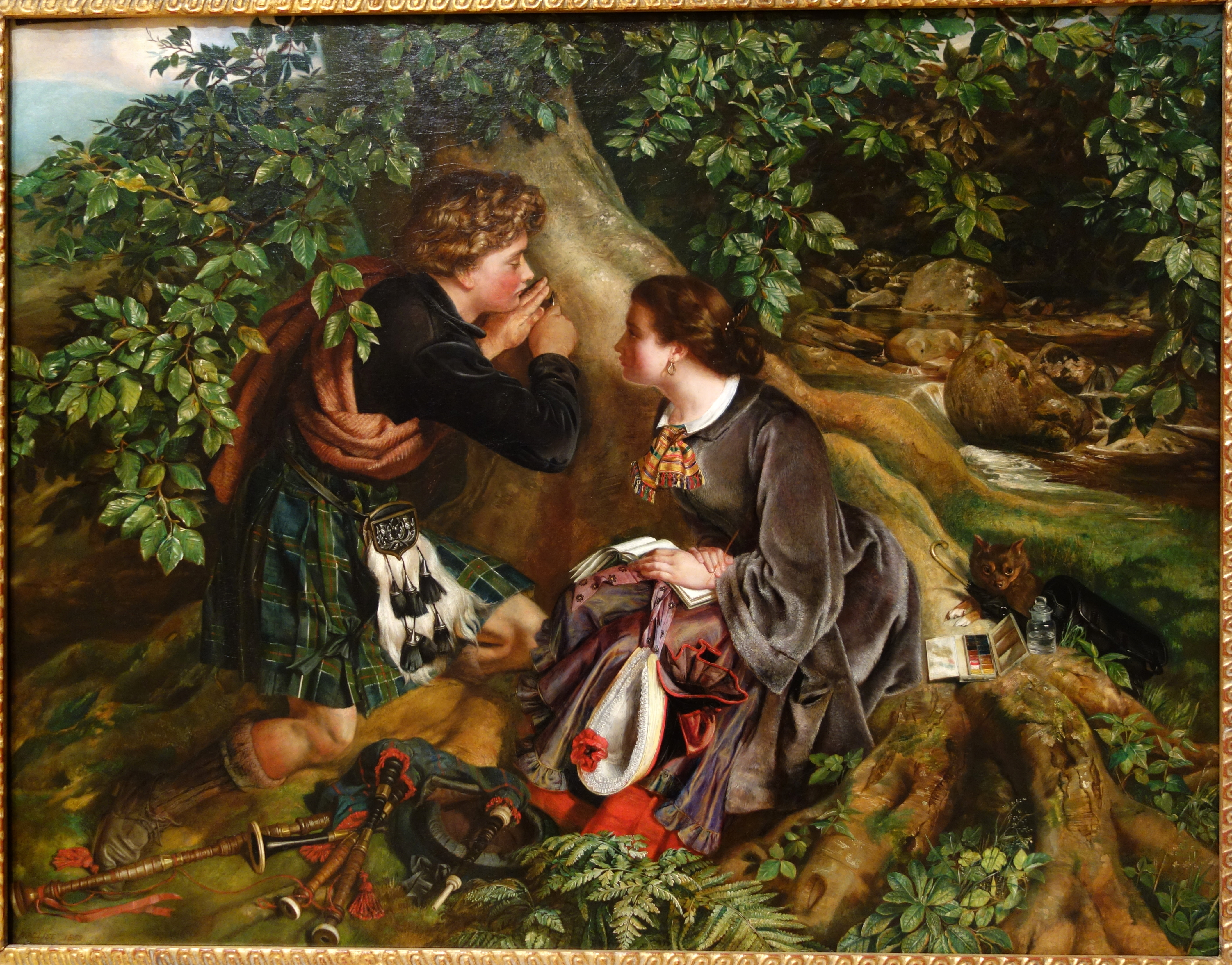
«Пара закоханих шотландців», 1863 р.

## Портрети роботи художника

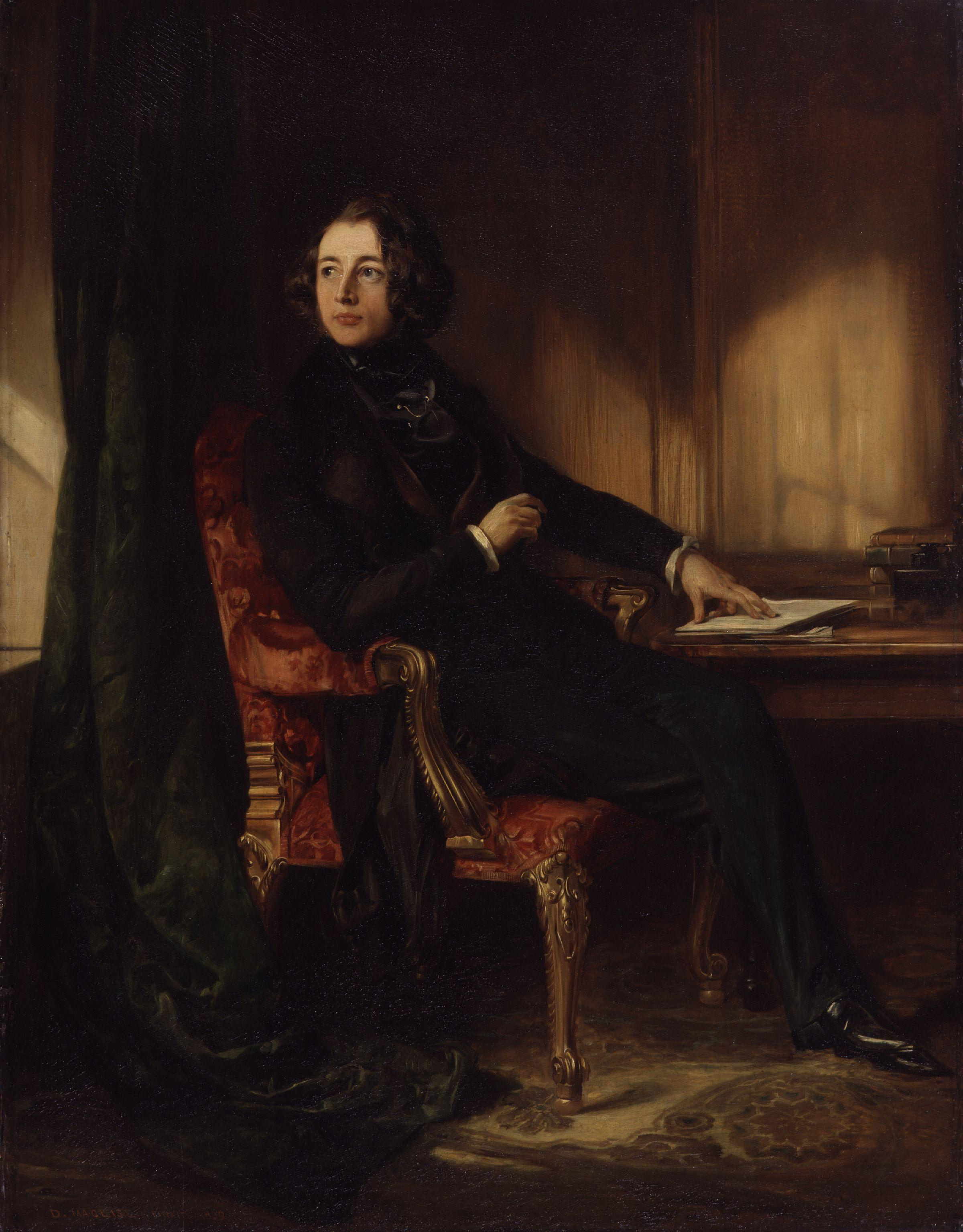
«Портрет Чарльза Дікенса», 1839 р.
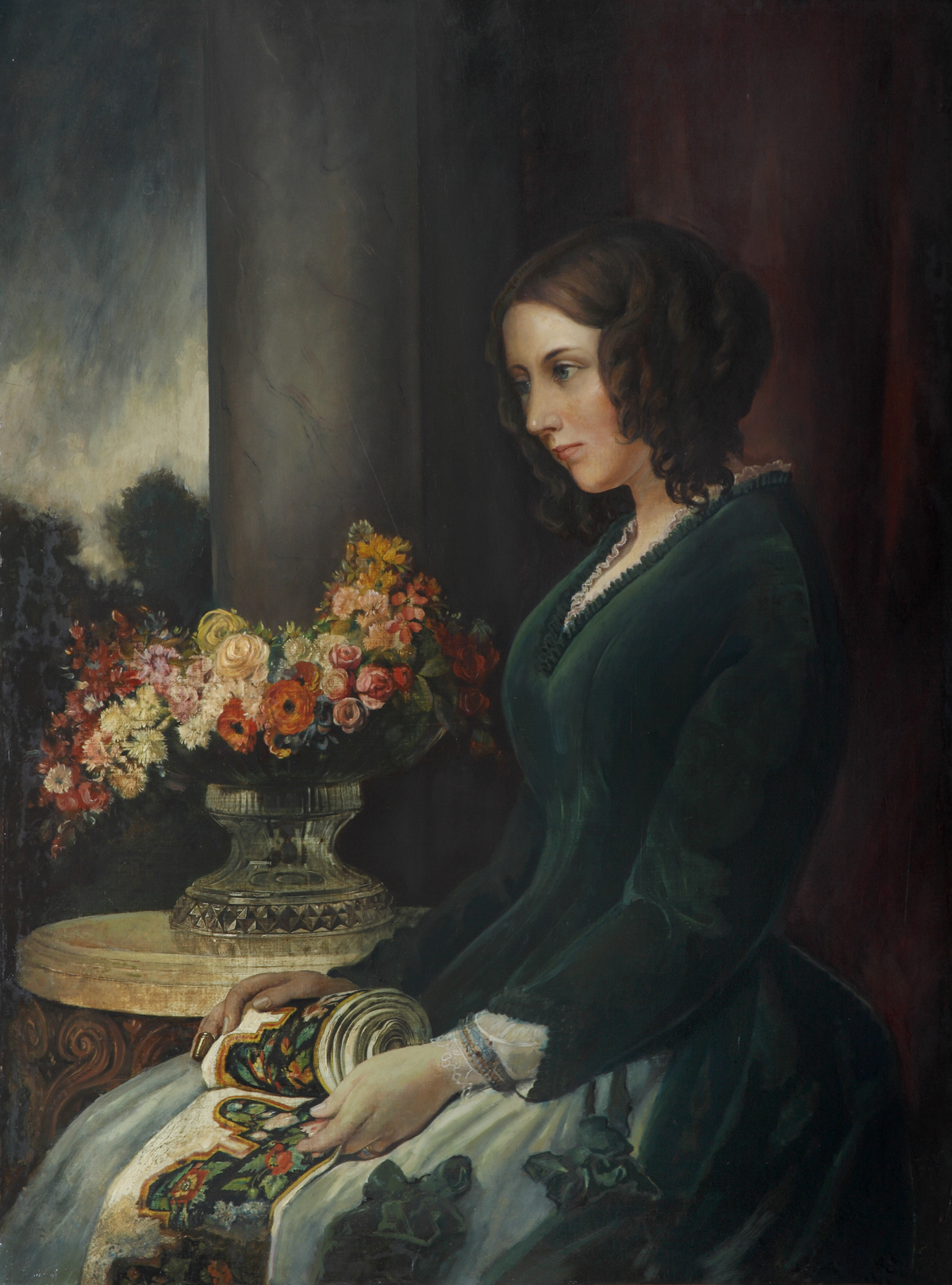
« Портрет Катерини Хогарт», 1847 р.
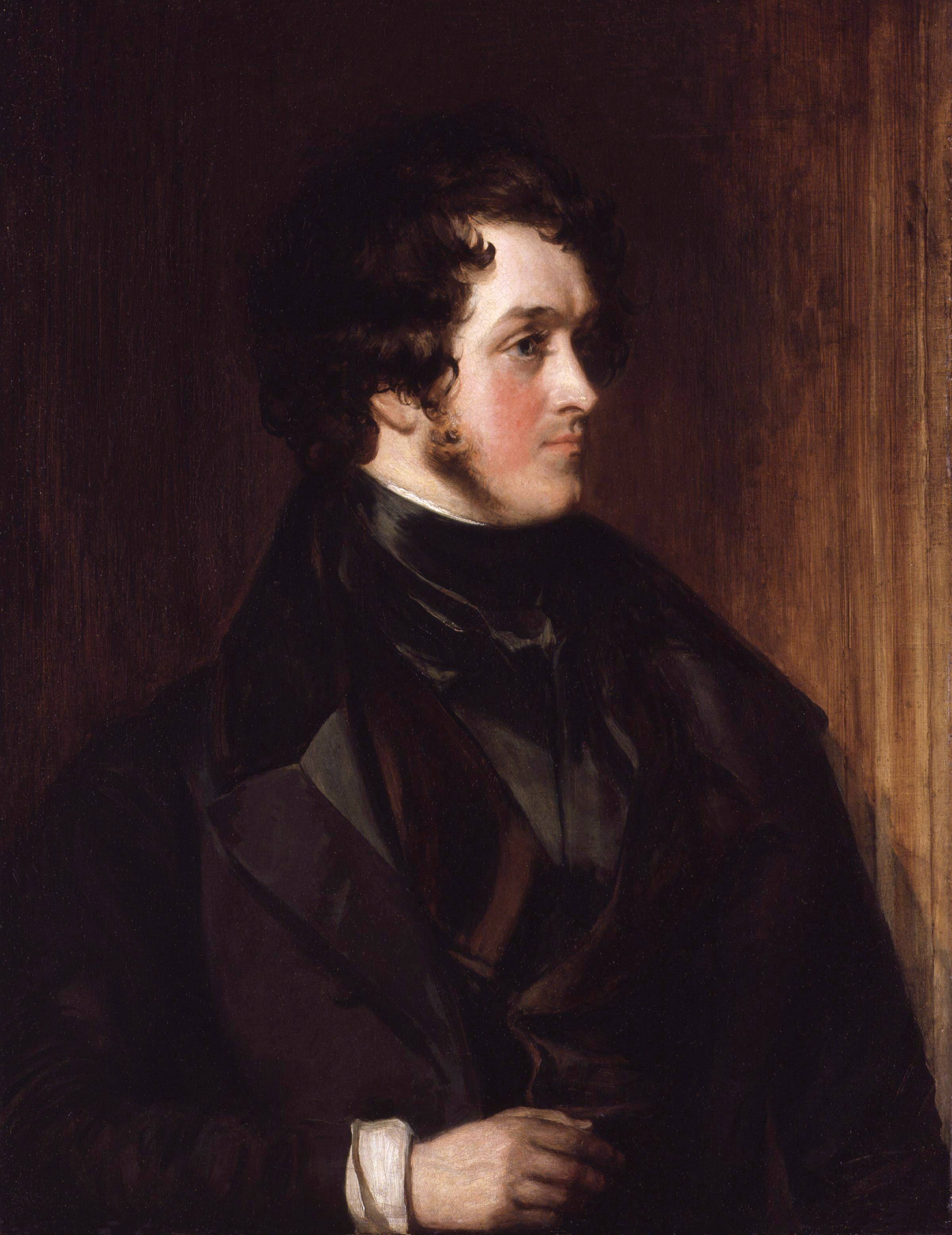
«Портрет Вільяма Гаррісона Ейнсворта», 1849 р.
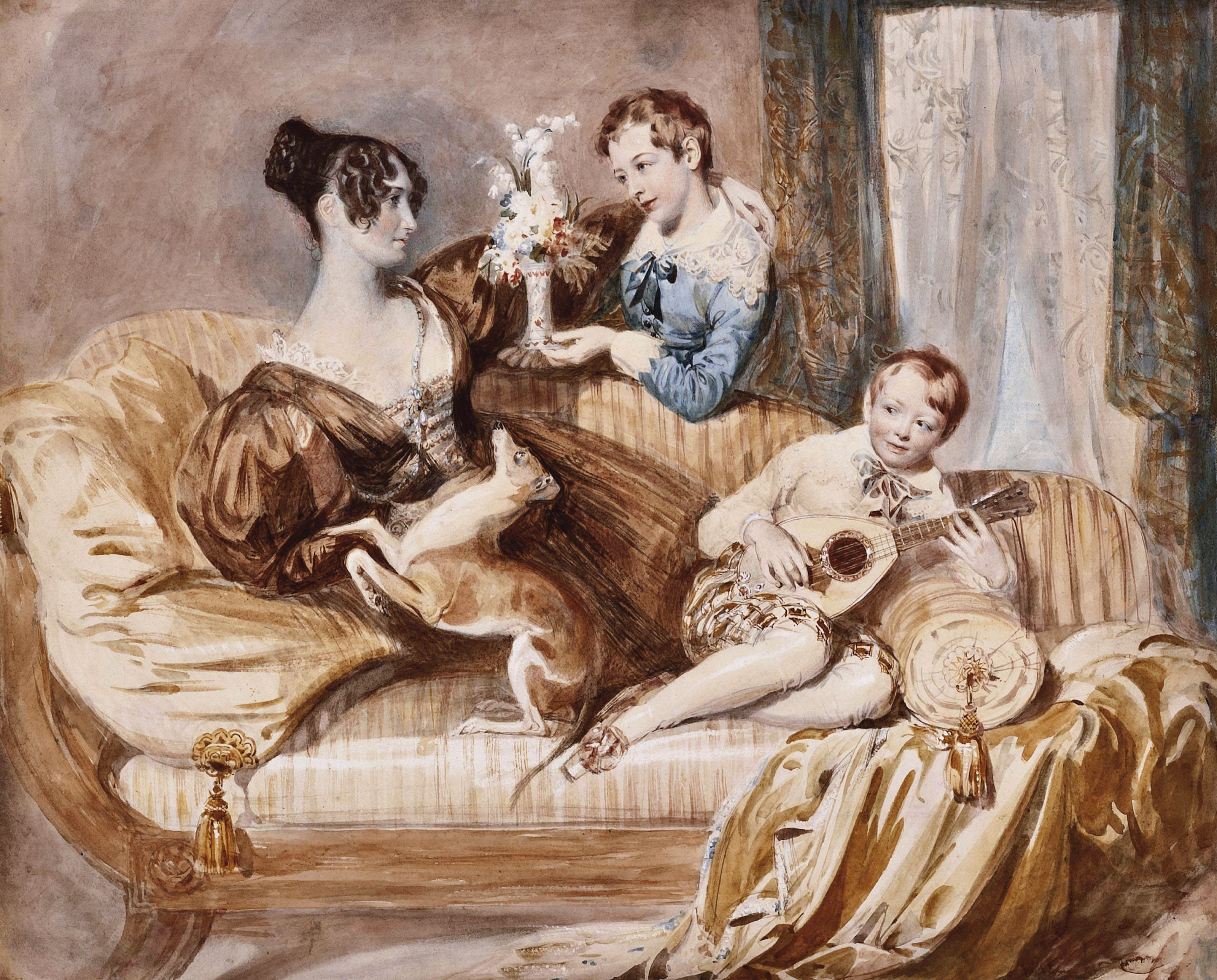
«Юлія Хардвік з двома синами», композиція до групового портрета